# Serra d'Or
|  | Per a altres significats, vegeu «Serra d'Or (desambiguació)». |

Serra d'Or és una revista nascuda, en la seva forma actual, l'octubre de l'any 1959 a instàncies d'un grup d'universitaris i editada per Publicacions de l'Abadia de Montserrat amb un tiratge d'uns 8.000 exemplars mensuals.

## Història
Els orígens de la revista es remunten a l'any 1946, en ocasió de les festes d'entronització de la Mare de Déu de Montserrat. Malgrat les difícils condicions del moment, es va produir una trobada entre intel·lectuals catalans i l'abadia de Montserrat. En aquell moment coexistien dues publicacions patrocinades per Montserrat i que havien sortit per separat: Germinàbit, dels antics escolans, i Serra d'Or, que era la dels treballadors del monestir. Des del 10 de febrer de 1955 fins al setembre de 1959 la revista Serra d'Or porta el subtítol de Portantveu del "Chor Montserratí". A finals del 1959, totes dues revistes es van fusionar, integrant-se l'equip de Germinàbit (Ramon Bastardes i Josep Benet) a Serra d'Or; per això a la revista hi deia «2a època». Al número de l'octubre de 1959 es recull la següent nota: «La voluntat de servir millor els nostres amics és el que, per damunt de tot, ens anima a fusionar-nos».
A principis dels anys seixanta, Serra d'Or era considerada com una mena de govern a l'ombra del món de la cultura, hi havia molta diversitat ideològica darrere de les seves pàgines. De seguida es va convertir en una plataforma per als intel·lectuals catalans de la segona meitat del segle xx, en un principi dins de les possibilitats d'activisme cultural que oferia el franquisme amb la censura. També es fa referència al manteniment econòmic de la revista. Serra d'Or va patir una gran censura sota el règim franquista a causa de l'època en què va sorgir, l'ordre de censura, però, va durar dos anys des del 1964 al 1966 que es va suavitzar amb la “Ley de Prensa e Imprenta”, impulsada per Manuel Fraga Iribarne, com a ministre d'Informació. A partir d'aquest any la revista ja no passava per censura prèvia, però l'any 1969 a causa de la revolta estudiantil algunes coses van tornar a canviar i molts escriptors van ser detinguts, entre altres Jordi Solé Tura, Jordi Carbonell i Ramon Bastardes. Però la llei de Fraga només era un intent d'obrir-se, però guardava les mateixes normes així que Serra d'Or va rebre moltes multes, entre 1966 i 1968. Després de la dictadura, es va mantenir l'aspecte cultural i s'hi van excloure, en general, els temes polítics per no prendre posició per cap grup. Hi ha col·laboradors de tota mena de tendències.
Aspirava a ser la tribuna d'una cultura perseguida i és la primera revista de difusió general editada en català després de la Guerra civil. De seguida es va convertir en una plataforma per als intel·lectuals catalans de la segona meitat del segle xx, en un principi dins de les possibilitats d'activisme cultural que oferia el franquisme amb la censura. Fruit de la Crida als escriptors joves (que encara es fa anualment i han de ser de menys de trenta anys) van sortir noms com Montserrat Roig, Oriol Pi de Cabanyes, Carme Riera, Baltasar Porcel, o Terenci Moix. Tots aquests i altres noms importants de la literatura catalana van publicar els primers articles a Serra d'Or. Guillem Jordi Graells, Eva Serra i Puig i Oriol Pi de Cabanyes van dimitir el 24 de febrer de 1972.
Des del 1964 fins al 1995 ha estat dirigida pel pare Maur Maria Boix, al qual ha substituït Josep Massot i Muntaner. D'ençà de 1963 Jordi Sarsanedas n'ha estat redactor en cap, càrrec que ocupa avui dia Marta Nadal.
En la dècada del 1960 s'instauraren els premis Crítica Serra d'Or que inclouen les modalitats de novel·la, contes, poesia, traducció, literatura juvenil, crítica i teatre.